# Cratohaerea
Cratohaerea is een geslacht van kevers uit de familie van de loopkevers (Carabidae). De wetenschappelijke naam van het geslacht is voor het eerst geldig gepubliceerd in 1850 door Maximilien de Chaudoir.

## Soorten
Het geslacht Cratohaerea omvat de volgende soorten:
- Cratohaerea brunet (Gory, 1833)
- Cratohaerea chrysopyga (W.Horn, 1892)
- Cratohaerea confusa Basilewsky, 1954